# Pseudochirita
Pseudochirita, biljni rod iz porodice gesnerijevki. Pripadaju mu dvije vrste iz Kine i Vijetnama

## Etimologija
Ime roda sastavljeno je od grčkog ψευδος, pseudos = lažan i generičkog imena Chirita..

## Opis
Opisan je lkao monotipičnan, vrsta Pseudochirita guangxiensis. To su višegodišnje zeljaste biljke do 1 m visine. Listovi nasuprotni, neznatno anizofilni, peteljkasti, lamina jajolika ili eliptična, nazubljena. Čašični listovi spojeni, tvore zvonastu čašku, režnjevi su zaobljeni. Vjenčić bijel, , gornja usna 2 režnja, donja 3 režnja, režnjevi zaobljeni. Prašnika 2; niti umetnute u sredinu cjevčice vjenčića, nitaste, blago zakrivljene; prašnici bazifiksirani, koherentni, teke paralelne, uzdužno dehiscentne, lokule ne konfluiraju na vrhu; staminodije 2. Nektarij prstenasti. Ovarij vitko cilindričan; stigma nejednako dvousna. Čahura tanko cilindrična, lokulicidno dehiscentna. Broj kromosoma: nepoznat.

## Stanište
Raste u šumama na vapnenačkim brežuljcima. 

## Vrste
1. Pseudochirita guangxiensis (S.Z.Huang) W.T.Wang
2. Pseudochirita trifoliata T.V.Do & F.Wen; otkrivena 2021. u Vijetnamu.